# Nganaszanok
A nganaszanok szamojéd népcsoport Oroszországban, az észak-szibériai Tajmir-félszigeten.
Lélekszámuk mintegy 1000 fő. A nganaszan nyelvet mintegy fele ennyien beszélik.

## Fordítás
- Ez a szócikk részben vagy egészben a Nganasan people című angol Wikipédia-szócikk ezen változatának fordításán alapul.  Az eredeti cikk szerkesztőit annak laptörténete sorolja fel. Ez a jelzés csupán a megfogalmazás eredetét és a szerzői jogokat jelzi, nem szolgál a cikkben szereplő információk forrásmegjelöléseként.